# Turbo canaliculatus
Turbo canaliculatus is een in zee levende slakkensoort die behoort tot de familie Turbinidae en het geslacht Turbo.

## Voorkomen en verspreiding
Turbo canaliculatus is een carnivoor die tot 100 mm lang kan worden en leeft in ondiep warm water op rotsbodem en koraalriffen (sublitoraal en circumlitoraal), deze soort komt algemeen voor aan de noordkust van Zuid-Amerika, het Caraïbisch gebied en Florida (Caraïbische provincie).